# Jonah Bolden
Jonah Anthony Bolden (Melbourne, 2 de enero de 1996) es un baloncestista australiano que actualmente se encuentra sin equipo. Con 2,03 metros de estatura, juega en la posición de pívot.

## Trayectoria deportiva

### Primeros años y universidad
Se formó en su tierra natal antes de dar el salto a Estados Unidos en 2013 de la mano de dos de los grandes institutos norteamericanos dedicados al baloncesto: Findlay Prep y Brewster Academy. Siendo catalogado como uno de los grandes prospects interiores de su clase, se decantó por la universidad angelina por delante de otros potentes programas como Kentucky, Louisville, Indiana, USC o SMU.
Con ciertas dudas sobre su elegibilidad universitaria, la NCAA dejó a Bolden sin jugar en su año freshman, y fue en 2015 cuando logró enfundarse la elástica Bruin, logrando unas medias de 4.6 puntos y 4.8 rebotes de media por encuentro y siendo pieza fundamental en la rotación de Steve Alford.
Bolden se desvinculó de UCLA a final de julio de 2016 aduciendo falta de oportunidades de desarrollarse como jugador, donde había promediado 4.6 puntos y 4.8 rebotes por partido.

### Profesional
Más tarde, el australiano llega a un acuerdo por una temporada con el Estrella Roja. El jugador fue cedido al KK FMP para disputar la liga Serbia de baloncesto y la ABA Liga. En 2017 se presentaría al draft de la NBA, donde fue seleccionado como número 36 por los Philadelphia 76ers.

## Estadísticas de su carrera en la NBA

### Temporada regular
| Año     | Equipo       | PJ | PT | MPP  | %TC  | %3P  | %TL   | RPP | APP | ROB | TPP | PPP |
| ------- | ------------ | -- | -- | ---- | ---- | ---- | ----- | --- | --- | --- | --- | --- |
| 2018-19 | Philadelphia | 44 | 10 | 14.5 | .494 | .354 | .481  | 3.8 | .9  | .4  | .9  | 4.7 |
| 2019-20 | Philadelphia | 4  | 0  | 3.5  | .667 | .000 | .000  | .3  | .0  | .3  | .0  | 1.0 |
| 2019-20 | Phoenix      | 3  | 0  | 11.0 | .250 | .000 | 1.000 | 2.7 | .0  | .7  | .7  | 2.0 |
| Total   | Total        | 51 | 10 | 13.5 | .486 | .340 | .484  | 3.4 | .8  | .4  | .8  | 4.3 |

### Playoffs
| Año   | Equipo       | PJ | PT | MPP | %TC  | %3P  | %TL  | RPP | APP | ROB | TPP | PPP |
| ----- | ------------ | -- | -- | --- | ---- | ---- | ---- | --- | --- | --- | --- | --- |
| 2019  | Philadelphia | 10 | 0  | 7.9 | .263 | .250 | .500 | 1.4 | .3  | .2  | .1  | 1.6 |
| Total | Total        | 10 | 0  | 7.9 | .263 | .250 | .500 | 1.4 | .3  | .2  | .1  | 1.6 |